# Ébréon
Ébréon ist eine französische Gemeinde mit 139 Einwohnern (Stand: 1. Januar 2022) im Département Charente in der Region Nouvelle-Aquitaine (vor 2016 Poitou-Charentes); sie gehört zum Arrondissement Confolens und zum Kanton Charente-Nord. Die Einwohner werden Ébréonais genannt.

## Geographie
Ébréon liegt etwa 28 Kilometer nordnordwestlich von Angoulême und wird umgeben von den Nachbargemeinden Souvigné im Norden und Nordosten, Tusson im Osten, Aigre im Südosten und Süden sowie Saint-Fraigne im Westen.

## Bevölkerungsentwicklung
| Jahr                       | 1962 | 1968 | 1975 | 1982 | 1990 | 1999 | 2006 | 2019 |
| Einwohner                  | 240  | 215  | 185  | 188  | 174  | 176  | 157  | 140  |
| Quellen: Cassini und INSEE |      |      |      |      |      |      |      |      |

## Sehenswürdigkeiten
- Kirche Saint-Pierre-ès-Liens aus dem 12. Jahrhundert
- Haus Beauregard aus dem 17. Jahrhundert

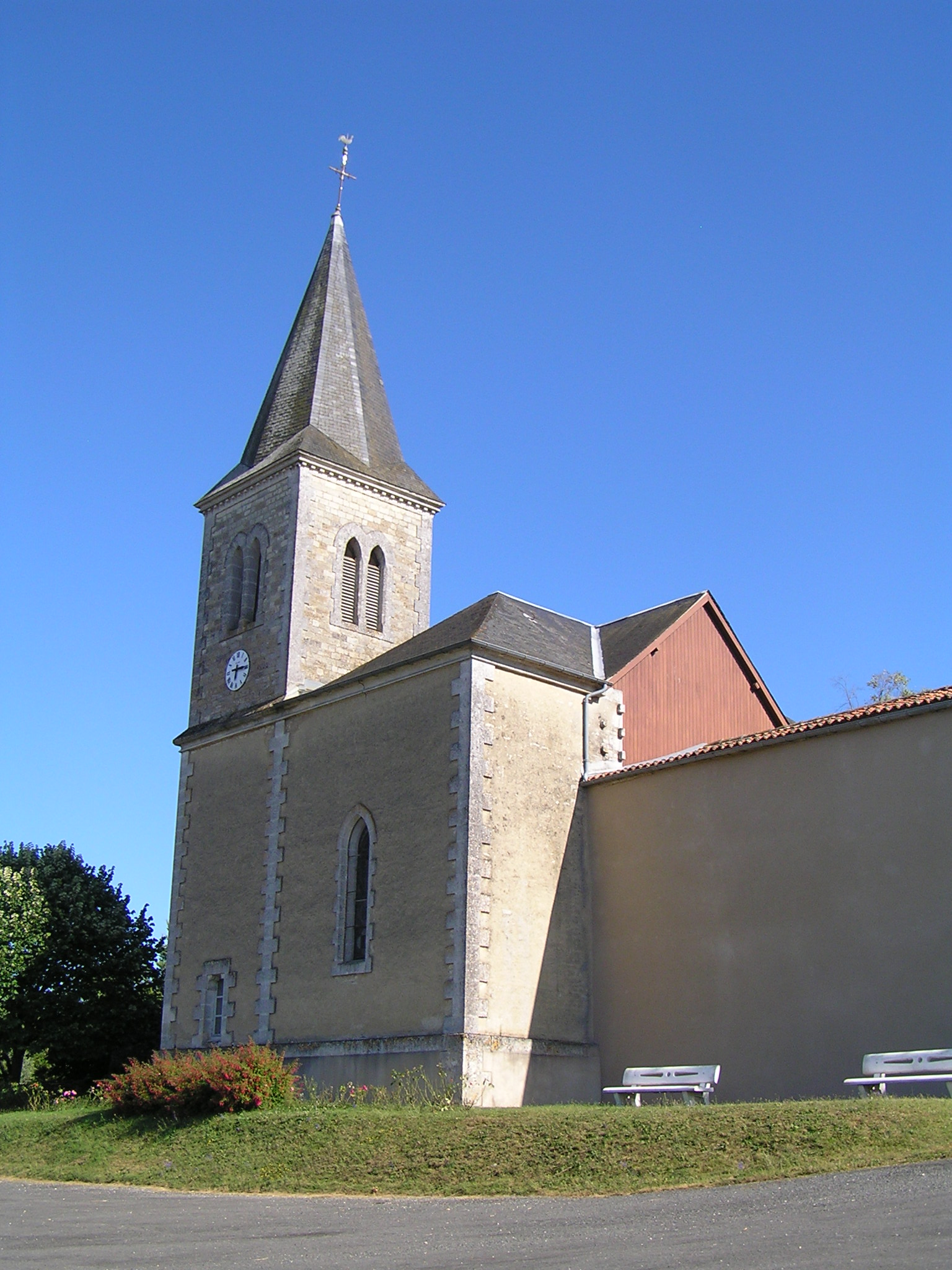
Kirche Saint-Pierre-ès-Liens

- Haus Champlambeau
- Haus La Font des Marais